# Grądzkie Ełckie
Grądzkie Ełckie [pronunciación en polaco: /ˈɡrɔnt͡skʲɛ ˈɛu̯t͡skʲɛ/] (en alemán: Gronsken) es un pueblo ubicado en el distrito administrativo de Gmina Kalinowo, dentro del Distrito de Ełk, Voivodato de Varmia y Masuria, en Polonia del norte. Se encuentra aproximadamente a 2 kilómetros al sureste de Kalinowo, a 22 kilómetros al este de Ełk, y a 144 kilómetros al este de la capital regional Olsztyn.
Antes de 1945, el área fue parte de Alemania (Prusia Oriental).